# Relations entre la Guinée et le Mexique
Les relations entre la Guinée et le Mexique sont des relations diplomatiques bilatérales entre la République de Guinée et le Mexique. Les deux États sont membres des Nations Unies (ONU).

## Histoire
Les États ont établi des relations diplomatiques le 25 janvier 1962, ce qui ses développées principalement dans le cadre de forums multilatéraux.
En 1961, le président mexicain Adolfo López Mateos a envoyé une délégation présidentielle de bonne volonté dirigée par l'envoyé spécial Alejandro Carrillo Marcor et le délégué José Ezequiel Iturriaga pour visiter la Guinée afin de préparer le terrain pour l'établissement de relations diplomatiques entre les deux pays.
En novembre 2010, le gouvernement guinéen a envoyé une délégation de 61 personnes pour assister à la Conférence des Nations Unies sur les changements climatiques à Cancun (en espagnol : Cancún).

## Missions diplomatiques
- Les intérêts de la Guinée au Mexique sont représentés par son ambassade à La Havane (Cuba) ;
- Les intérêts du Mexique en Guinée sont représentés par son ambassade à Abuja (Nigéria) [4].